# 長軸捲瓣蘭
長軸捲瓣蘭（学名：[Bulbophyllum electrinum] 错误：{{Lang}}：文本有斜体标记（帮助））为蘭科豆蘭屬下的一个种。

## 扩展阅读
- 維基物種上的相關：長軸捲瓣蘭